# Jane Boleyn
Jane Boleyn (Norfolk, circa 1505 - Londen, 13 februari 1542),  ook bekend als Jane Rochford of Lady Rochford, en geboren Jane Parker, was een Engelse edelvrouw.  Zij was getrouwd met George Boleyn, burggraaf van Rochford, en was de schoonzuster van Anna Boleyn, de tweede vrouw van koning Hendrik VIII van Engeland. Zij overleefde de val van de familie Boleyn maar werd enkele jaren later ter dood veroordeeld wegens haar betrokkenheid bij het overspel van de vijfde vrouw van de koning, Catharina Howard.

## Jeugd en huwelijk
Jane Parker was de dochter van Henry Parker, baron van Morley, uit diens huwelijk met Alice St John, dochter van John St John. Ze was een verre nicht van koning Hendrik VIII van Engeland. Haar familie waren welvarende, politiek actieve en gerespecteerde leden van de Britse hogere klasse en hadden een groot sociaal netwerk. In haar tienerjaren, zeker voor haar vijftiende, vervoegde ze zich bij de hofhouding van Catharina van Aragón, de eerste echtgenote van Hendrik VIII.
Eind 1524 of begin 1525 huwde ze met George Boleyn (1503-1536), broer van Anna Boleyn, die later als tweede echtgenote van Hendrik VIII koningin van Engeland werd. Ter gelegenheid van het huwelijk kregen Jane en George van Hendrik VIII als geschenk Grimston Manor in Norfolk. Ook droeg ze vanaf 1529 de titel van burggravin van Rochford. Toen de welvaart en invloed van de familie Boleyn begon toe te nemen, kreeg het echtpaar het Palace of Beaulieu in Boreham toegewezen als hoofdresidentie, dat ze zeer luxueus inrichtten. Het huwelijk van Jane en George wordt traditioneel omschreven als zeer ongelukkig, volgens sommige historici omdat George homoseksueel was. Het echtpaar kreeg geen kinderen.

## Val van de familie Boleyn
Na elf jaar huwelijk werd George Boleyn in mei 1536 gearresteerd, ervan beschuldigd dat hij incest had gepleegd met zijn zus Anna Boleyn. Er was echter geen bewijs voor deze verdachtmakingen en volgens een groot deel van de contemporaine getuigen was het vooral een juridisch voorwendsel van de vijanden van de Boleyns om van de familie verlost te geraken. Niettemin werden George en Anna Boleyn schuldig bevonden en ter dood veroordeeld. Op 17 mei 1536 werd George op Tower Hill onthoofd, twee dagen later gevolgd door zijn zus. De periode na de executies was een zware tijd voor Jane Boleyn, zowel sociaal als financieel. De landerijen die de Boleyns gedurende vier generaties hadden verworven, inclusief titels als graaf van Wiltshire en graaf van Ormond, konden enkel geërfd worden van vader op zoon. Door het overlijden van George was de mannelijke lijn van de Boleyns uitgestorven, waardoor de landgoederen na de dood van Georges vader Thomas Boleyn in 1539 in beslag werden genomen door de kroon. Jane bleef haar titel van burggravin van Rochford voeren, maar kon al snel niet meer profiteren van het familiefortuin van de Boleyns.

## Terugkeer aan het hof
Na de executie van haar echtgenoot was Jane Boleyn meerdere maanden afwezig op het koninklijk hof. Ze spendeerde haar tijd met het verzekeren van haar financiële positie door onderhandelingen te voeren met haar schoonvader Thomas Boleyn, maar vooral met Thomas Cromwell, de belangrijkste minister van Hendrik VIII. De Boleyns kenden haar uiteindelijk een jaargeld van 100 pond toe, hetzelfde bedrag dat haar schoonzus Maria Boleyn kreeg, die in 1528 weduwe was geworden. Haar inkomen lag veel lager dan in de tijd dat ze nog de schoonzus van de koningin van Engeland was, maar het was genoeg om haar status van edelvrouw te kunnen handhaven. Dit was essentieel voor haar terugkeer aan het Engelse hof, waar ze in de jaren 1536 en 1537 hardnekkig naar toewerkte. Het is niet bekend wanneer ze terugkeerde naar het hof, maar aangezien ze nog hofdame van koningin Jane Seymour is geweest, was ze nog geen jaar na de executie van haar echtgenoot weer aan het hof. Jane Seymour stierf immers in oktober 1537 bij de bevalling van haar zoon Eduard VI, anderhalf jaar na de executie van George en Anna Boleyn. Als burggravin kreeg ze de toelating om een aantal dienaars mee te nemen en mocht ze in een appartement in het paleis wonen.
Na de dood van Jane Seymour trouwde Hendrik VIII in 1540 met Anna van Kleef, een Duitse prinses die hem was aanbevolen door Thomas Cromwell. Hendrik wilde echter kort nadien al afraken van Anna van Kleef en wist het huwelijk na enkele maanden nietig te laten verklaren omdat het niet-geconsummeerd was. Daarna huwde de koning met de jonge erejoffer Catharina Howard, van wie Jane de hofdame werd.

## Executie
Toen eind 1541 aan het licht kwam dat Catharina Howard overspel had gepleegd met Thomas Culpeper,  werd de koningin onder huisarrest geplaatst in de Abdij van Syon. Boleyn, die als tussenpersoon had gefungeerd tijdens de affaire,werd opgesloten in de Tower of London en meermaals ondervraagd; ze werd niet gemarteld. In gevangenschap kreeg ze vermoedelijk een zenuwinzinking, waarna ze krankzinnig werd verklaard. Hierdoor kon Jane Boleyn niet meer berecht worden voor haar rol in het overspel van de koningin. Hendrik VIII, vastbesloten om haar te straffen, voerde een wet in die het mogelijk maakte om ook krankzinnigen te berechten. Als gevolg werd Jane Boleyn ter dood veroordeeld en op 13 februari 1542 onthoofd, op dezelfde dag als Catharina Howard. Ze werd bijgezet in de Tower of London, dicht bij de lichamen van George en Anna Boleyn.

## Nieuw licht op Jane Boleyn
In historische studies en in historische romans over de Tudor-dynastie werd Jane Boleyn, lady Rochford, vaak negatief afgebeeld. Zij zou uit jaloezie een rol hebben gespeeld in de val van de familie Boleyn, en dus in de dood van haar man en schoonzus. Nieuw onderzoek suggereert dat er geen hard bewijs voor deze theorie is, en dat er zelfs reden is om aan te nemen dat Jane Boleyn op goede voet stond met haar schoonfamilie.